# Fernando Cabral
Fernando Soares Cabral Monteiro[carece de fontes?] (Porto, Vitória, 22 de fevereiro de 1928 - Porto, 20 de janeiro de 2008 (79 anos)) foi um político português.

## Carreira
Oriundo de uma modesta família da freguesia da Vitória, Fernando Cabral começou a trabalhar muito novo. Iniciou-se como jornalista do Diário do Norte, vespertino portuense entretanto extinto, transitando depois para o Jornal de Notícias, enquanto cursava Direito na Faculdade de Direito da Universidade de Coimbra.
Concluído o curso, para além de exercer advocacia, foi também dirigente do Futebol Clube do Porto, chegando a ocupar o cargo de vice-presidente de uma direcção presidida por Afonso Pinto de Magalhães.
Após o 25 de Abril, Fernando Cabral surge no núcleo de fundadores do, na época, Partido Popular Democrático (PPD), com Francisco Sá Carneiro. Ocupou vários cargos políticos, nomeadamente o de vice-governador civil do Porto, quando Mário Cal Brandão era governador civil.
Eleito presidente da Câmara Municipal do Porto em 15 de Dezembro de 1985—sucedendo a Paulo Vallada—, Fernando Cabral teve, ao longo de quatro anos, uma actividade também relevante: lançou o programa de eliminação dos bairros de lata que existiam um pouco por todo o município do Porto; foi responsável pela compra do Teatro Rivoli, tornando-o teatro municipal; e esteve ligado ao arranque do projecto da Via de Cintura Interna.
Fernando Cabral encontra-se sepultado em jazigo de família no cemitério de Agramonte.